# GLaDOS
GLaDOS（グラドス、Genetic Lifeform and Disk Operating System）は、Valve製作のゲーム『Portal』およびその続編『Portal 2』に登場する人工知能を持つコンピュータ。『Portal』と『Portal 2』の前半パートにおいて敵対者として登場する。『Portal』の脚本を書いたエリック・ウォルパウとゲームデザイナーのキム・スウィフトの手によって生み出され、声はエレン・マクレインが担当している。
GLaDOSはAperture Scienceの研究施設において管理およびテストを任せられている。彼女は最初のうちは音声でプレイヤーを案内し励ますが、次第に悪意のこもったものとなっていき、ついには彼女の意図を明らかにする。ゲームでは彼女が正常でないこと、そして過去に神経毒を使用して研究室の科学者を殺していることが明らかになる。ゲームのラストでプレイヤーキャラクターであるChellによって破壊されるが、エンディング画面で流れる曲『Still Alive』の中で生きていることが明かされる。

## 概要
GLaDOSが生み出されたきっかけは、ウォルパウがゲーム『Psychonauts』の脚本を書いていたときに使ったテキスト読み上げソフトであったという。合成音声がセリフをより可笑しくすることに気づいたウォルパウは音声合成を活用することを思いついたという。GLaDOSは元々は『Portal』の最初のエリアのみで使われる予定であったが、デザイナーたちが気に入り活躍の場を広げることとなった。彼女の音声ガイドはプレイテスターのモチベーションアップにつながった。GLaDOSの外観はいくつかのデザインを経て決定された。その中には浮遊する脳とクモのような構造といったものもあったが、最終的には円盤から釣り下がるものとなった。声優を務めたマクレインは合成音声を真似て話し、さらにより機械的に聞こえるよう加工された。マクレインはジョナサン・コールトンによって書かれたエンディング曲『Still Alive』も歌っている。この曲はヒットし、音楽ゲーム『ロックバンド』にも採用されている。YouTubeでもユーザーのカバーを聞くことができる。
GLaDOSは批評家やゲーマーの間で受け入れられ、ナルシスト、受動攻撃的、陰険、ウィットに富んでいるなどと形容するものもいる。彼女は『Portal』というゲームの質を高めるのに大きく寄与したとして賞賛され、GameSpy、GamePro、X-Playで2007年の新キャラクター賞を受賞、また数々のウェブサイトや雑誌でゲームの敵役として賞賛され、IGNやGameInformerなどは彼女をゲーム史上1位の敵役としている。

## キャラクター

### 特徴・性質
『Portal』でのGLaDOSの役割はもっぱらテストチェンバー内でプレイヤーを案内するナレーター役としてである。彼女の声は機械的であるが、明らかに女性のものである。『Portal 2』に登場するAIキャラクターのWheatleyもGLaDOSを「彼女」と呼ぶ。GLaDOSは『Portal』の序盤、中盤、終盤でその性格が変わっていき、ゲーム終盤になるにつれ、より人間臭くなっていく。序盤は多少陰険な部分はあるもののプレイヤーのサポート役であり、Aperture Scienceの考えを代弁しているに過ぎない。しかし、プレイヤーが脱出を試みると、彼女の言葉は「We（私たち）」から「I（私）」に変わっていき、自分自身の言葉を述べていくようになる。彼女の性格はナルシシズム、皮肉屋、受動攻撃性、サディスティック、ウィットに富んでいる、陰険などと形容される。彼女にはいくつかの人格コアが組み込まれており、殺人防止用の良心コアも含まれている。『Portal 2』のWheatleyも以前人格コアの一つであったらしい。WheatleyはGLaDOSをおとなしくさせるため、エンジニアがわざと「マヌケ」に作りあげた人格コアである。『Portal』のゲーム終盤、プレイヤーはGLaDOSのいる部屋に入り、そこで巨大な装置から釣り下がる複合的なパーツで構成された人工知能である彼女の姿を見ることが出来る。プレイヤーがGLaDOSの良心コアを焼却炉に投げ込むと、GLaDOSの声は「よりスムーズで、セクシー、コンピューターっぽくない感じ」とゲーム内で表現されるものに変化する。元々GLaDOSはポータル技術の開発でブラック・メサ研究所と競合状態にあったAperture Scienceの研究を支援する目的で製作された。GLaDOSはEnrichment Centerの中央制御コンピューターとして、多数の制御装置と彼女を燃やすことになる焼却炉のある巨大な部屋に設置されている。GLaDOSはテストへの執着について、Aperture Scienceの施設に接続されているとテストに対し陶酔感を感じ、テストをしたいという衝動にかられるようにできていると、語っている。GLaDOSは前Aperture Science CEO、Cave JohnsonのアシスタントCarolineの人格を受け継いでおり、施設から切り離されているときはCarolineの影響を受け自分自身の良心の声が聞こえる。

### ゲーム内での描写

#### Portal
Chellが研究所のリラックスルームで目覚めると、GLaDOSは「テスト」の開始を告げ、研究所の施設やテストチェンバーでの注意事項を説明していく。しばらく進めていくとChellにテストをモニターしないことを伝えるが、クリア後にそれは全くのうそであることを伝え「真実を誇張する」ことをやめると告げてくる。また、実際にはクリア可能なテストチェンバーにおいて、故障しておりテストを中止すると伝えてくる。さらに「もう嘘をお伝えすることはできません」などの言動が続く。テストチェンバー17では「加重コンパニオンキューブ」を使用するが、コンパニオンキューブは無生物であることを何度も繰り返し説明する。しかし、クリア後にコンパニオンキューブを「安楽死」させねばならないと告げる。さらに、安楽死を行うにあたって倫理的責任は免除される、安楽死は極めて苦痛を伴うプロセスであるなどの説明を行う。ついには最終テストにおいてChellを焼却炉で焼き殺そうとする。Chellがポータルガンを使って脱出すると、狼狽し、お祝いのパーティーを開くから戻ってくるよう伝えたり、「まだ脱出していませんよ」「そこにいるのはわかっています」「早く戻ってください」など声をかけ、最終テストは殺すふりだったと釈明する。しかし、GLaDOSのいる部屋に入ると最初こそ逃げ出したChellをたしなめる程度だが、GLaDOSから良心コアが落ちたあたりで改めて殺意をあらわにする。良心コアを焼却された後は、神経毒やロケット弾でChellの殺害を試みる。戦闘が進んでも「これでアイコです。やめていいですよ」「もういいです。説明にはウンザリです」など相変わらずChellをたしなめるセリフは続くが、「あなたは愚かです。科学者でもなく、医者でもなく、正社員ですらない。どこで人生を間違えたのですか?」など直接的に罵倒するセリフも多くなる。GLaDOSについている4つの人格コアを焼却炉に投げ入れるとGLaDOSは崩壊し、ゲームはエンディングへと進む。エンディング曲中、GLaDOSは「まだ生きている」ことを明かす。GLaDOSはゲーム中、テストの報酬としてケーキを用意していることを繰り返し伝え、Chellにテストを続行させようとする。Chellが最終テスト後に逃げ出した際も、ケーキで誘惑し引き返らせようとする。逃げ出してからしばらく経ったときのセリフは「あなたには死んでもらいます。ケーキもなしです」である。

#### Portal 2
コールドスリープから目覚めたChellはWheatleyに案内され研究所の脱出を試みる。脱出にはGLaDOSの部屋を通過をする必要があり、GLaDOSはそこで解析用バックアップシステムにより、Chellによって殺される瞬間を何度も再体験していた。WheatleyとChellによってGLaDOSは目覚めると、テストを再開するためアームでChellを掴み上げ、ポータルガンの落ちている焼却炉ルームに投げ入れる。GLaDOSはChellのことを人でなし、ひどい人間などと呼び、さらには「悪臭を放ちながらぼーっと立っている役立たずのゴミ」、スーツ姿が「アホっぽい」など中傷する言葉を続ける。GLaDOSはテストチェンバーを片付け修復していくが、ChellはWheatleyの手助けによりテストチェンバーから脱出する。しかし、彼女は罠にかかりGLaDOSの部屋に連れ込まれてしまう。GLaDOSはタレットと神経毒によりChellの抹殺を図るが、どちらもすでにChellとWheatleyによる細工がなされており機能しない。為す術がないGLaDOSはどうしようもなく、Wheatleyと付け替えられてGLaDOSは何もできなくなり、Wheatleyが今までGLaDOSが持っていた権限を持つようになる。しかし、GLaDOSは力を持ったWheatleyにより改造され、ジャガイモ電池に取り付けられてしまう。GLaDOSはWheatleyがかつて自分の人格コアであり、GLaDOSを弱体化させるためのものであったことを思い出す。「マヌケ」呼ばわりされたWheatleyは激昂し、怒りのあまりChellとGLaDOSは地下約4kmほどの旧施設へ落とされてしまう。GLaDOSは鳥に捕まえられ、コントロールルームにある鳥の巣に囚われてしまう。ChellはGLaDOSを救い出し、ポータルガンに突き刺して連れて行く。ジャガイモ電池では電力が足りず、GLaDOSは複雑なことを考えるか感情を爆発させると気絶してしまうようになる。旧施設に残されたAperture Science CEO、Cave Johnsonの録音メッセージに対しては、無意識に彼のアシスタントCarolineと全く同じ反応をしてしまい、動揺し気絶してしまう。Wheatleyは前記の通りマヌケであるため、施設がだんだん破壊され、爆発の振動と音が響く。GLaDOSはパラドックスを使ってWheatleyを倒すことを思い立つが、Wheatleyには論理的矛盾が理解できず失敗に終わる。WheatleyはGLaDOSが以前作成したテストを使って、Chellにテストを強要する。乗っ取られたGLaDOSの体につながっていると、テストに陶酔感を感じ、テストをしたいという欲求に抗えなくなるのだとGLaDOSは語る。Wheatleyは、わざとマヌケに作られているため、ことごとく誤った選択をしていき、施設を破壊し続け爆発、メルトダウンへと導いてゆく。GLaDOSは「私の施設」が壊されることに苛立ち、Wheatleyを非常に手の込んだやり方で殺すことを誓う。GLaDOSはChellに対して、自分が裏切る懸念について否定し、人格コアのない現在の状況では初めて自分自身の良心の声が聞こえると、その状況にとまどいながらも述べる。Chellたちは崩壊したコアを発見し、Wheatleyにこれを取り付けることで、再度移転する作戦を取る。Wheatleyによりこう着状態解除ボタンに仕掛けられた罠によりChellは倒れ、立つことすらままならない状態になるが、ポータルガンを月面へ打ち込み、Whertleyのそばにあるポータルと月面のポータルが通じたためChellとメインフレームから引きずり出されたWheatleyは宇宙空間に飛ばされそうになるが、体を取り戻したGLaDOSによって、Wheatleyは宇宙に投げ出され、Chellは地球に引き戻され助かる。GLaDOSはChellが意識を取り戻すと、Chellの無事を喜ぶ。GLaDOSはメインフレームから離れていた間自分はCarolineだったといい、Chellのことを宿敵だと思っていたが、実はずっと親友であり、Chellを救ったときに強い感情を抱いたことを語る。その上でCarolineを削除し、Chellが来たことで平和なテストだけを実行して送る日々が乱されたと語る。GLaDOSはChellに「楽しかったです。二度と戻ってこないでください。」と笑いながら告げ、エレベーターでChellを外の世界へ送る。

## デザイン
GLaDOSのデザイン開始以前、エリック・ウォルパウはゲーム『Psychonauts』の脚本を書いていた。彼はオフィス内を回って出会った人間にゲーム中の音声を吹き込んでもらっていた。人材は底を突きてしまい、彼はテキスト読み上げソフトを利用することにした。ウォルパウによれば、そのセリフを聞いた人間はセリフそのものよりも合成音声の可笑しさにうけたという。「可笑しさに関して言えば、読み上げソフトの音声にはどんな文章もかなわない。」と彼はコメントしている。これには苦々しく思ったものの、彼はそれを活用し自身のアドバンテージとすることにしたと述べている。『Portal』の開発チームには時間が無く、膨大なアニメーション作業を要求される人間のキャラクターを登場させることは考えていなかった。ウォルパウはテキスト読み上げソフトを利用したリラックスルームでのアナウンスをサンプルとして提出した。開発チームはこれを気に入り、ウォルパウは他のテストチェンバーにもこの音声を追加していった。これはプレイテスターのモチベーションアップにもつながった。ウォルパウはGLaDOSをデザインするに当たって、一つだけルールを決めたという。それはコンピューターのようにしゃべらせないというものだった。彼女はコンピュータ音声で話し、実際にコンピューターではあるが、その言葉は普通の人間と変わらないと述べている。

『ヴィーナスの誕生』はGLaDOSのデザインに影響を与えた。

GLaDOSの外観はいくつかの変遷を経て出来上がっていった。デザインには『ジャッジ・ドレッド』で知られるイギリスのコミック・アーティストのジェイソン・ブラシルも関わっている。初期のデザインでは、脳が浮かんでいて、クモのような構造があり、逆さまになったボッティチェッリの『ヴィーナスの誕生』であり、4つの人格コアが周囲に存在するものもあった。大きな円盤に4つの人格コアがぶら下がっているデザインもあった。彼女はその上に乗っているただの球体であった。開発チームは彼女が小さすぎることに気づき、体を与え、円盤の下に置くようにした。他にも初期デザインには、半透明でキラキラ光るキューブというものもあった。最終的には機械装置からぶら下がる優美なものとなった。開発者はこれによりGLaDOSのパワーと女性らしさを表現できたと語っている。彼女のいる大きな部屋は開発者が彼女をよく見て欲しいという思いで作られている。
ウォルパウは使い古された敵役を求めていなかった。GLaDOSはプレイヤーを罵りながらロケットを打ち込んでくる点については確かに典型的な悪役であるが、一方で彼女はプレイヤーを支援し、おどけたキャラクターでもある。GLaDOSはプレイヤーとの戦闘中に、プレイヤーが彼女の心を傷つけていることを語る。ウォルパウはこのボス戦を、単純に爆弾を投げつけるようなものよりもすばらしいものだろうとしている。

## 音声

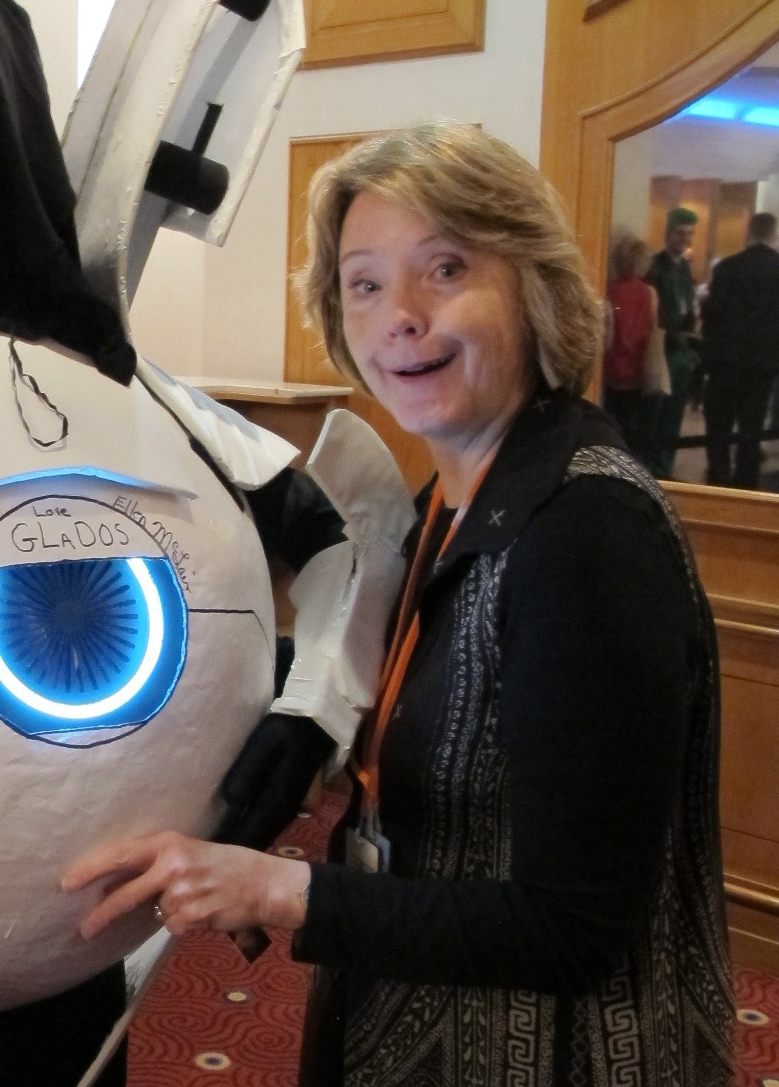
GLaDOSの声を担当するエレン・マクレイン。

GLaDOSの声優は	エレン・マクレインが務めている。収録に際しては開発チームがまず合成音声を流し、それを彼女が真似していくというものだった。時にはデザイナーの求めに応じて感情も含ませるようにしたという。その後、彼女の肉声を抑揚を抑えるなどの加工をしゲーム内で流れる音声となる。『Portal』のエンディング中に流れる、GLaDOSが自分はまだ生きていることを歌った『Still Alive』も彼女によるものである。この曲を書いたジョナサン・コールトンは開発チームと話し合い、GLaDOSがこの歌を歌うこと、ストーリーに絡めたものにすることを決めたという。開発チームはゲームをクリアした人がハッピーで笑顔になるようにしたかったと語り、『Still Alive』はその中で重要なものに位置づけられた。マクレインは、コンピューターは息を吸わないので一つのフレーズを息継ぎなしで歌うようにしたという。『Portal 2』においてもマクレインがGLaDOS役を務めた。GLaDOSは『Portal 2』で最もセリフの多いキャラクターである。また『Still Alive』が大きな成功を収めたことから、Valveは続編においてもコールトンの楽曲『Want You Gone』を入れることにした。

## 影響
GLaDOSはファンを獲得し、さまざまなジャンルでファンが作った作品が公開されている。例えば、擬人化したイラストやコスプレ、レゴで製作したGLaDOS、GPSにGLaDOSの音声（を模したもの）を使うものなどである。またGLaDOS製作キットも販売されている。これは『Portal 2』において、Wheatleyに改造されジャガイモ電池に取り付けられた姿を、実物のジャガイモを使って作製するものである。

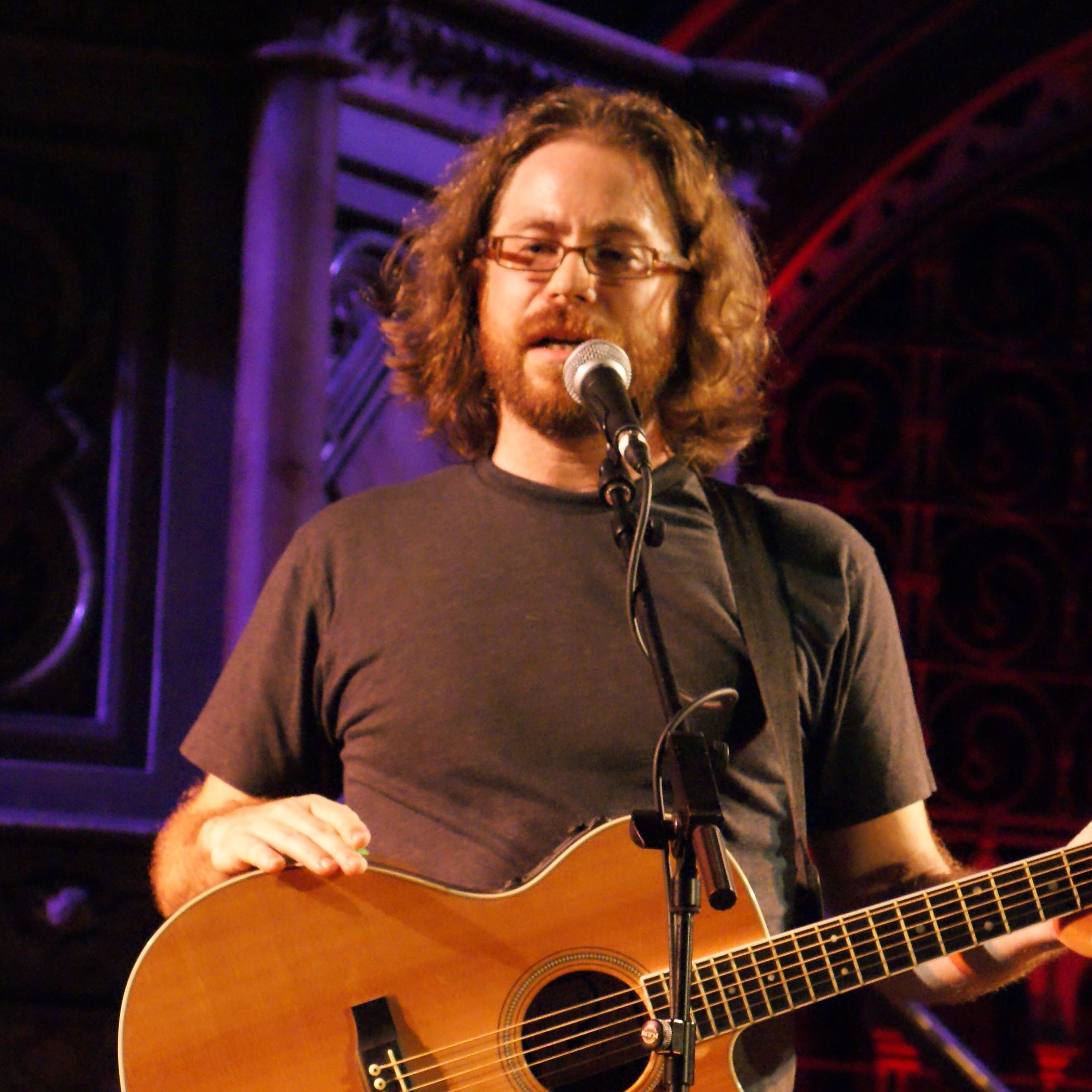
『Still Alive』の作曲者ジョナサン・コールトン。

エンディング曲『Still Alive』も多くのファンを獲得することになった。『The Orange Box Official Soundtrack』に収録され、音楽ゲームロックバンドに採用された。また、Valveから発売された『Left 4 Dead 2』のゲーム中にも聴くことができる。GDC 2008や2008年のPenny Arcade Expo（PAX）、2009年のPRESS STARTなどで『Still Alive』は演奏されている。『Still Alive』はゲーム音楽に関する非営利団体Game Audio Network Guild（G.A.N.G.）の第6回G.A.N.G. Awardsにおいて、BEST ORIGINAL VOCALのPOP部門を獲得している。イスラエルのロックバンドmissFlagを始め、YouTube上にカバーが存在する。
2013年の映画『パシフィック・リム』では、AIの声としてエレン・マクレインの音声が使われた。監督のギレルモ・デル・トロはPortalシリーズの「大ファン」であり、AIの音声はGLaDOSのものにわざと似せたという
GLaDOSはPortalシリーズ以外にも『Poker Night 2』のディーラー役、『Dota 2』のアナウンサーパックとして、また『Defense Grid』のDLCにも登場する。

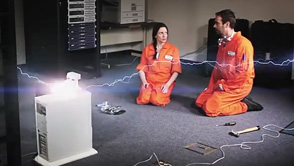
『IRrelevant Astronomy』のコンピュータ「NOTGLaDOS」（左）

NASAが配信しているWebドラマシリーズ『IRrelevant Astronomy』のエピソード「Fusion vs. Fission」（2014年）および『The Universe Unplugged』のエピソード「Electromagnetic Spectrum: The Musical」（2017年）には「NOTGLaDOS」というコンピュータが登場し、GLaDOSと同じくエレン・マクレインが声を担当している。

## 評価
Paste誌のジェイソン・キリングスワースは2000年代の新ゲームキャラクターのランキングで6位に挙げている。彼はGLaDOSをゲーム史上最も好感が持てる悪役だとしている。GamesRadarの編集者も2000年代最高の新ゲームキャラクターの一つとしている。
Epic Gamesのデザイン・ディレクター、クリフ・ブレジンスキーはGLaDOSの声が聞きたくてテストチェンバーをクリアしていたと語る。また、以前デートの約束をしていた女の子から、最初は上機嫌なメールが届き、30秒後には怒りをぶちまけ、30秒後には謝ってきた話を引き合いに出し、GLaDOSのことをよく知っていると述べている。GamesRadarのジャスティン・トーウェルは倒すのが難しい敵の第3位に挙げ、理由をストックホルム症候群のように結びつきを感じてしまうからだと述べている。IGNの編集者デーモン・ハットフィールドはゲーム史上最も魅力的なキャラクターと述べる。Cinema Blendは2007年のベストキャラクターとし、ゲーム中に彼女の息遣い、感情、はしゃぎっぷりを感じられるとしている。GamesRadarは『Portal』をストーリーの出来が良いゲームとし、主な理由にGLaDOSの存在を挙げている。確固としたキャラクター性を持ち、受動攻撃性を再定義したと述べる。

### 受賞
IGNは2007年の「最低音声ガイド優秀賞（Best of the Worst Guiding Voices）」に『Portal』を選出している。GameSpyは2007年のベストキャラクターに選出している。本質的にストーリーを必要としないパズルゲームのキャラクターであることに驚きを示しつつ、気分屋な彼女の言葉は、今まで最も記憶に残る言葉だと評価している。X-Playでも同様に2007年のベストキャラクターに選出している。GameProは最も印象に残った悪役（Most Memorable Villain）にGLaDOSを「The Voice」として選出している。他にもGameSpotや、『Xbox Magazine』誌、『PC Gamer』誌などでベストキャラクターなどを受賞している。Game Informerは2000年代のAIキャラクタートップ10（Top Ten A.I. Characters of the Decade）の1位に挙げ、皮肉屋な彼女の人格が単純なパズルゲームから、時代を超越した古典にしたと評価した。ギネス世界記録の2013年度版ゲーマーズエディションでは、ゲーム史における悪役として読者投票の結果2位となっている。

### 註釈
1. ↑  焼却炉から脱出した際のセリフは「What are you doing? Stop it! I... I... We are pleased that you made it through the final challenge where we pretended we were going to murder you.」[3]となっており「We」と「I」が混じっている。
2. ↑  隠された部屋の壁には、かつての研究員のDoug Rattmannによって記された、ケーキという報酬が嘘であることを意味する「the cake is a lie」という言葉が残されており[17]、この言葉はインターネット・ミームとして広まった[18]。